# Joseph Pothier

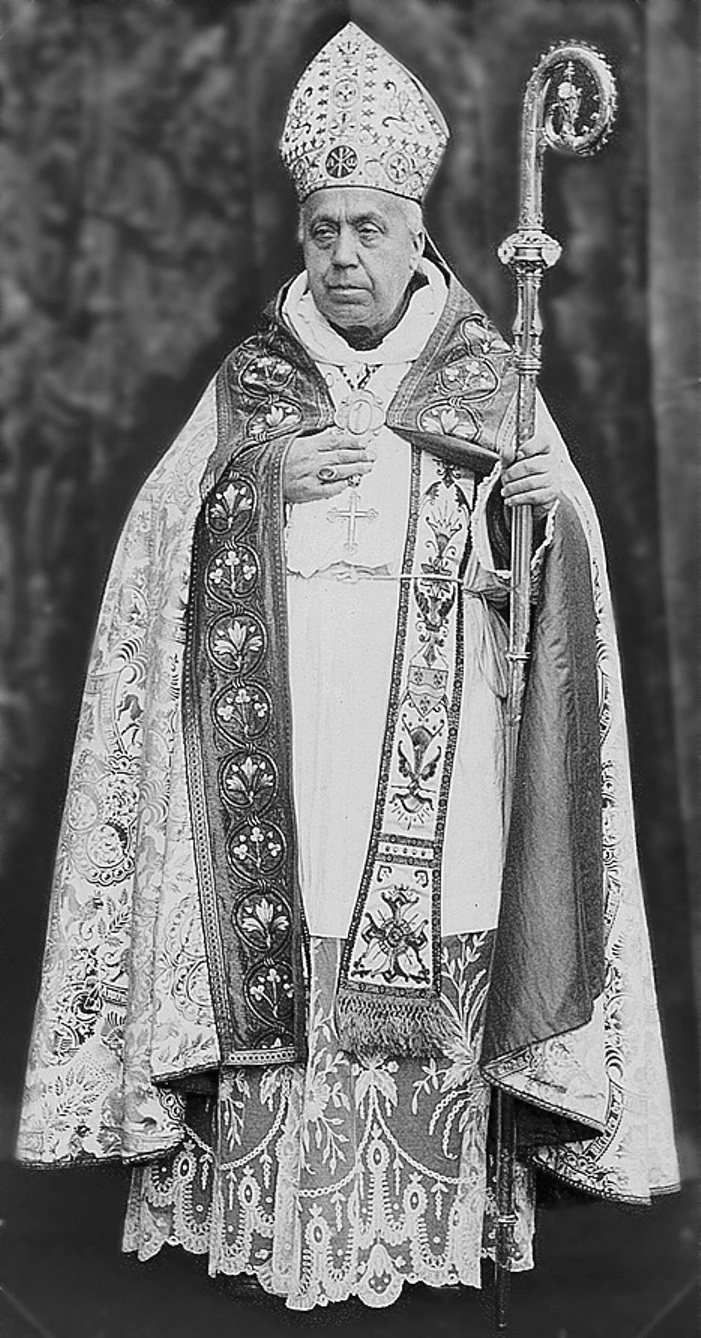
Dom Joseph Pothier als Abt der Abtei von St. Wandrille

Dom Pothiers Abtswappen mit dem Wahlspruch

Dom Joseph Pothier OSB (* 7. Dezember 1835 in Bouzemont, Frankreich; † 8. Dezember 1923 im Kloster Conques, Sainte-Cécile, Florenville in Belgien) war ein französischer Benediktiner, Abt der Abtei Saint-Wandrille und Erforscher des Gregorianischen Chorals.

## Leben als Mönch und Choralforscher
Nach Studien am Seminar von Châtel-sur-Moselle und am Seminar von Saint-Dié, wo er bis zu seiner Priesterweihe am 18. Dezember 1858 blieb, trat Pothier im Jahr 1859 in die Benediktinerabtei St. Pierre de Solesmes ein.
Dort wurde er schon am 15. Juli 1860, also noch als Novize, zusammen mit Dom Paul Jausions mit der weiteren Erforschung und Wiederherstellung des gregorianischen Chorals betraut, die der Abt des Klosters, Dom Prosper-Louis-Pascal Guéranger, bereits begonnen hatte.
Dieser strebte für sein Kloster eine möglichst authentische Interpretation des gregorianischen Chorals an. Hierfür hatte er bereits 1840 in seinen Institutions liturgiques die Prinzipien, denen eine solche Restitution zu folgen hätte, postuliert; seine Methode, die er zusammen mit dem in Le Mans tätigen Kanoniker Augustin-Mathurin Gontier entwickelt hatte, erschien 1859. Gontier hatte dabei größeres Gewicht auf die praktischen Aspekte der Ausführung des jeweiligen Stückes gelegt, Guéranger die Wichtigkeit der Wiederherstellung des gregorianischen Erbes in seiner ursprünglichen Reinheit betont. Diese beiden Gesichtspunkte der Wiederherstellung des Chorals sollten auch für die Arbeit Pothiers die bestimmenden bleiben.

„Das Princip, auf das man sich bei diesen Arbeiten zu stützen hatte, war von Abt Guéranger in den Worten formulirt: "Sobald Handschriften aus verschiedenen Ländern und Zeiten in einer Version übereinstimmen, darf man sicher sein, den gregorianischen Melodiesatz gefunden zu haben." [...] Der gelehrte Abt, welcher wohl wusste, dass man die Chorbücher des siebenzehnten und achtzehnten Jahrhunderts nicht ohne eine ernstliche Revision und ohne vorausgehende Studien nachdrucken könne, beauftragte zwei seiner Mönche mit den erforderlichen Vorarbeiten. Es wurden also die ältesten Handschriften untersucht und mit den späteren verglichen, und indem man das von Guéranger gegebene, oben angeführte Princip anwandte, ergab sich das Resultat: Alle Stücke der gregorianischen Melodiesammlung sind in den vor dem sechzehnten Jahrhundert geschriebenen Manuscripten unversehrt, sehr oft Note um Note, Gruppe um Gruppe erhalten [...]. Diese Bestätigung einer Thatsache [...] liess keinen Zweifel übrig: es gilt, diese gregorianische Tradition sowohl für die Melodie als für die Ausführung wieder ins Leben einzuführen.“

Während Jausions vom Frühjahr 1862 bis 1867 dann die ersten reinen Neumenhandschriften aus einem in der Stadtbibliothek von Angers verfügbaren Missale (Manuskript 91 (83)) kopierte, begann Pothier mit der Abschrift der bereits 1851 von Louis Lambillotte veröffentlichten Neumenhandschriften aus dem Codex Sangallensis 359 der Stiftsbibliothek St. Gallen, die bedeutend ältere Neumen enthielten als diejenigen aus Angers. Von der ungebrochenen Tradition zwischen adiasthematischen und diasthematischen Codices überzeugt, verglich Pothier die Melodiefassung des St. Gallener Codex mit derjenigen von linierten Codices. Die augenscheinlichen Erfolge dieser Vorgehensweise brachten ihm den Ruf eines Champollion der Neumen ein.
Zwischen 1866 und 1867 hielten die beiden Mönche die Ergebnisse ihrer Forschungsarbeiten und ihre Interpretation des überlieferten gregorianischen Chorals schriftlich fest und begründeten die von ihnen etablierte Methode aus musikwissenschaftlicher Sicht. Dom Jausions beschränkte sich hierbei vor allem auf die die Behandlung des lateinischen Textes betreffenden Fragen.
Dom Guéranger zögerte jedoch, diese Ergebnisse, die er in sämtlichen Einzelpunkten billigte, zu veröffentlichen; Joseph Pothier gab sie dann fünf Jahre nach dessen Tod unter dem Titel Les Mélodies grégoriennes überarbeitet heraus, 

„zugleich mit Verbesserungen und Zusätzen, die er [Guéranger] zum grossen Theil selbst noch angegeben.“

Das Datum der Herausgabe dieses Werkes wurde zu einem Meilenstein in der Geschichte der Restauration des gregorianischen Chorals.
Für Dom Guéranger besaß die Wiederherstellung zweier Choralsammlungen besondere Dringlichkeit: Die des Graduale, das den Choralgesang des Propriums und des Ordinariums der Messe enthält, und die des Antiphonale, in dem die bei der Stundenliturgie verwendeten Stücke enthalten sind. Die der Erforschung zugrundeliegenden Manuskripte wählte Abt Guèranger zusammen mit Dom Jausions aus, das Erarbeiten einer definitiven Melodiefassung der einzelnen Stücke oblag Dom Pothier.

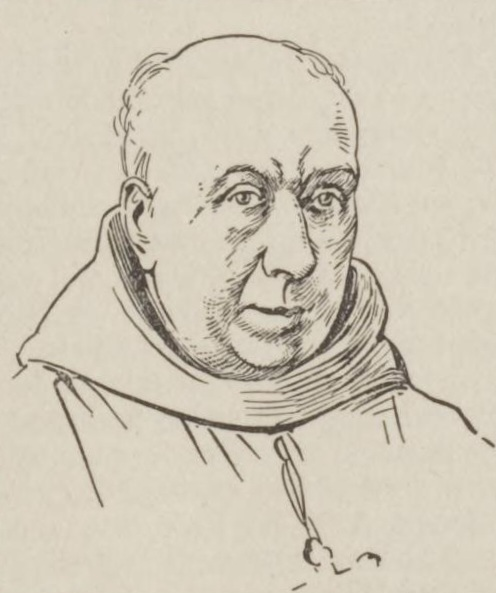
Joseph Pothier

Hierzu begab er sich auf ausgedehnte Reisen, die ihn zu den Aufbewahrungsorten der bedeutendsten gregorianischen Handschriften führten, von denen er Abschriften anfertigte, sie studierte und miteinander verglich. Im Jahr 1865 führten in diese Reisen nach St. Gallen, Laon, Colmar und Epinal, 1866 wiederum nach Colmar und Laon, dann weiter nach Munster im Elsass, Basel und Troyes. Seine überragende Intelligenz, sein reger Geist, sein enormer Überblick über sämtliche den gregorianischen Choral betreffenden Fragestellungen und seine frappierend rasche Auffassungsgabe, die ihn nahezu alle Einzelheiten auf den ersten Blick erkennen ließen, waren bald legendär.
Ab dem Jahr 1867 wandte sich Dom Jausions mehr und mehr vom Studium der historischen Handschriften des gregorianischen Chorals ab, womit dies die eigentliche Domäne Dom Pothiers wurde.
Die Ergebnisse seiner Forschungen nahm er in einem Graduale vorweg, das er Benedikt Sauter, Mönch der Erzabtei Beuron und späterer Kantor dieses Klosters, der ein Jahr in Solesmes verbracht hatte, zukommen ließ. Dieses Graduale war nach den besten Handschriften korrigiert und sollte es den Beuroner Mönchen gestatten, den gregorianischen Choral in ihrem Kloster auf eine „rationelle, vernünftige, harmonische“ Art, d. h. nach den in Solesmes hierfür formulierten Grundsätzen, vorzutragen.
Die Arbeiten am Liber Gradualis waren 1869 abgeschlossen.
Pothier schuf auch neue Melodien. Seine Singweise zu Salve mater misericordiae wird in Deutschland mit dem Text Gruß dir, Mutter, in Gottes Herrlichkeit gesungen.
Als Mönch wurde Pothier 1893 als Prior ins Kloster Ligugé geschickt, 1895 war er Prior im Kloster Saint Wandrille, wo er im Jahr 1898 zum 1. Abt von (Neu-)Saint-Wandrille ernannt wurde. 1901 zog er mit dem Konvent von Frankreich nach Belgien in das Kloster Conques um und wurde im Jahr 1903 von Papst Pius X. zum Präsidenten einer Päpstlichen Kommission zur Vorbereitung der authentischen Choralbücher ernannt. Als Vorsitzender dieser Kommission lebte Dom Pothier von 1904 bis 1913 in Rom.
Während seines Abbatiates gründete die Abtei St. Wandrille 1912 in Kanada ein neues Kloster, die nachmalige Abbaye de Saint-Benoît-du-Lac in Québec.
Dom Pothier starb im Kloster von Conques im Jahr 1923.

## Werke
- Les mélodies grégoriennes d’après la tradition, Nachdr. d. Ausg. Tournai, Impr. liturgique de Saint Jean, 1880. Olms, Hildesheim / New York 1982, ISBN 3-487-07199-1.